# أولا-بغيت فيسلاندر
أولا-بغيت فيسلاندر (بالسويدية: Ulla-Britt Wieslander)‏ (فيما بعد حملت اسم روزبيرغ، من مواليد 10 يونيو 1942) هي عداءة سويدية متقاعدة. شاركت في الألعاب الأولمبية الصيفية 1960 و1964 و1968 في سباق 100 متر و 200 متر و 80 متر حواجز (خمسة أحداث في المجموع) ، لكنها فشلت في الوصول إلى المباراة النهائية في أي مسابقة. بين 1959 و 1966 ، فازت بأكثر من 20 بطولة وطنية في سباق 80 متر حواجز ، 100 م ، 200 م ، 4 × 100 م و 4 × 200 م.

## روابط خارجية
- أولا-بغيت فيسلاندر على موقع الاتحاد الدولي لألعاب القوى (الإنجليزية)
- أولا-بغيت فيسلاندر على موقع أوليمبيديا (الإنجليزية)
- أولا-بغيت فيسلاندر على موقع اللجنة الأولمبية السويدية (السويدية)